# Phân tích tinh dịch
Phân tích tinh dịch,"semen analysis/seminogram"  đánh giá một số đặc tính của tinh dịch nam giới và tinh trùng chứa trong đó.  Nó được thực hiện để giúp đánh giá khả năng sinh sản của nam giới, cho dù những người tìm kiếm sự mang thai hoặc xác minh sự thành công của thắt ống dẫn tinh.  Tùy thuộc vào phương pháp đo, chỉ có thể đánh giá một vài đặc điểm (chẳng hạn như với bộ dụng cụ gia đình) hoặc nhiều đặc điểm có thể được đánh giá (thường là bởi phòng thí nghiệm chẩn đoán).  Kỹ thuật thu thập và phương pháp đo chính xác có thể ảnh hưởng đến kết quả.

## Lý do kiểm tra
Những lý do phổ biến nhất để phân tích tinh dịch trong phòng thí nghiệm ở người là một phần của cuộc điều tra vô sinh của một cặp vợ chồng và sau khi thắt ống dẫn tinh để xác minh rằng thủ thuật đã thành công.  Nó cũng thường được sử dụng để thử nghiệm các nhà tài trợ nhân lực cho tặng tinh trùng, và cho phân tích tinh dịch động vật thường được sử dụng trong môi trường trang trại gia súc chăn nuôi.
Thỉnh thoảng một người đàn ông sẽ có một phân tích tinh dịch được thực hiện như một phần của xét nghiệm trước khi mang thai thông thường.  Ở cấp độ phòng thí nghiệm, điều này rất hiếm, vì hầu hết các nhà cung cấp dịch vụ chăm sóc sức khỏe sẽ không kiểm tra tinh dịch và tinh trùng trừ khi có yêu cầu cụ thể hoặc có sự nghi ngờ mạnh mẽ về bệnh lý ở một trong những khu vực được phát hiện trong lịch sử y tế hoặc trong quá trình kiểm tra thể chất.  Việc kiểm tra như vậy rất tốn kém và mất thời gian, và ở Mỹ dường như không được bảo hiểm.  Ở các quốc gia khác, chẳng hạn như Đức, xét nghiệm này được bảo hiểm bởi tất cả các bảo hiểm.

## Liên quan đến khả năng sinh sản
Các đặc điểm được đo bằng phân tích tinh dịch chỉ là một số yếu tố trong chất lượng tinh dịch.  Một nguồn tin cho biết 30% nam giới có phân tích tinh dịch bình thường thực sự có chức năng tinh trùng bất thường.  Ngược lại, những người đàn ông có kết quả phân tích tinh dịch kém có thể tiếp tục làm cha.  Trong hướng dẫn của NICE, yếu tố vô sinh nam nhẹ được xác định là khi 2 hoặc nhiều phân tích tinh dịch có 1 hoặc nhiều biến số dưới tỷ lệ phần trăm thứ 5 và có khả năng mang thai xảy ra tự nhiên qua giao hợp âm đạo trong vòng 2 năm tương tự như những người bị lạc nội mạc tử cung nhẹ.